# Evansville (Indiana)
Evansville és una població dels Estats Units a l'estat d'Indiana. Segons el cens del 2000 tenia 121.582 habitants.

## Demografia
Segons el cens del 2000, Evansville tenia 121.582 habitants, 52.273 habitatges, i 30.527 famílies. La densitat de població era de 1.153,4 habitants/km².
Dels 52.273 habitatges en un 26,6% hi vivien nens de menys de 18 anys, en un 40,8% hi vivien parelles casades, en un 13,7% dones solteres, i en un 41,6% no eren unitats familiars. En el 35,1% dels habitatges hi vivien persones soles el 13,5% de les quals corresponia a persones de 65 anys o més que vivien soles. El nombre mitjà de persones vivint en cada habitatge era de 2,24 i el nombre mitjà de persones que vivien en cada família era de 2,9.
Per edats la població es repartia de la següent manera: un 22,7% tenia menys de 18 anys, un 11,5% entre 18 i 24, un 28,6% entre 25 i 44, un 21% de 45 a 60 i un 16,2% 65 anys o més.
L'edat mediana era de 36 anys. Per cada 100 dones de 18 o més anys hi havia 85,1 homes.
La renda mediana per habitatge era de 31.963$ i la renda mediana per família de 41.091$. Els homes tenien una renda mediana de 30.922$ mentre que les dones 21.776$. La renda per capita de la població era de 18.388$. Entorn del 10,1% de les famílies i el 13,7% de la població estaven per davall del llindar de pobresa.

## Fills Il·lustres
- Elbert Frank Cox (1895-1969), matemàtic, primer afroamericà en obtenir un doctorat en matemàtiques
- Talitha Washington (1974-), matemàtica

## Poblacions més properes
El següent diagrama mostra les poblacions més properes.